# Душан Мартиновић
Душан Мартиновић (Шабац, 22. децембра 1987) бивши је српски фудбалер.

## Каријера
Душан Мартиновић је Шапцу, а своје фудбалско школовање започео је у Мачви из Богатића, док је касније прошао млађе категорије ОФК Београда. Као члан тог клуба, Мартиновић је наступао на позајмицама у Јединству из Параћина и београдском Палилулцу у лигама трећег степена. Почетком 2009, Мартиновић је приступио крушевачком Напретку, из Колубаре, чији је дрес претходно носио у Првој лиги Србије. У Напретку се задржао годину дана, од чега прву половину као уступљени играч. Недуго затим, Мартиновић је потписао за Борац из Чачка. На утакмици 5. кола 2010/11, против Партизана, Мартиновић је доживео повреду укрштених лигамената колена, због чега је пропустио остатак те сезоне. у клубу се задржао до краја календарске 2013. Нешто раније, лета исте године, био је на проби у београдском Партизану. Године 2014, Мартиновић је прешао у екипу Јагодине, где је наступао све до испадања те екипе из највишег степена фудбалског такмичења у Србији, а у међувремену је, лета 2015, краћи период провео као члан екипе Пегасуса из Хонгконга. По окончању сезоне 2015/16. напустио је клуб. Две године након његовог одласка из клуба, објављен је списак потраживања бивших играча тог клуба, на основу заосталих зарада, на чијем врху се налазило Мартиновићево име. Мартиновић је почетком 2019. окончао своју фудбалску каријеру као капитен Радника из Бијељине, у чијој ретроспективи је говорио о учесталим повредама и нефудбалским дешавањима које је претрпео током исте.

## Статистика

#### Клупска
| Клуб              | Сезона   | Лига | Лига | Куп | Куп | Европа | Европа | Укупно | Укупно |
| Клуб              | Сезона   |      | Гол  |     | Гол |        | Гол    |        | Гол    |
| ----------------- | -------- | ---- | ---- | --- | --- | ------ | ------ | ------ | ------ |
| Палилулац Београд | 2006/07. | 14   | 0    | —   | —   | —      | —      | 14     | 0      |
| Палилулац Београд | 2007/08. | 21   | 1    | —   | —   | —      | —      | 21     | 1      |
| Палилулац Београд | Укупно   | 35   | 1    | —   | —   | —      | —      | 35     | 1      |
| Колубара          | 2008/09. | 16   | 1    | —   | —   | —      | —      | 16     | 1      |
| Напредак Крушевац | 2008/09. | 14   | 1    | —   | —   | —      | —      | 14     | 1      |
| Напредак Крушевац | 2009/10. | 15   | 1    | —   | —   | —      | —      | 15     | 1      |
| Напредак Крушевац | Укупно   | 39   | 2    | —   | —   | —      | —      | 39     | 2      |
| Борац Чачак       | 2009/10. | 11   | 0    | —   | —   | —      | —      | 11     | 0      |
| Борац Чачак       | 2010/11. | 5    | 0    | 0   | 0   | —      | —      | 5      | 0      |
| Борац Чачак       | 2011/12. | 7    | 1    | 1   | 0   | —      | —      | 8      | 0      |
| Борац Чачак       | 2012/13. | 26   | 3    | 3   | 0   | —      | —      | 29     | 3      |
| Борац Чачак       | 2013/14. | 11   | 0    | 0   | 0   | —      | —      | 11     | 0      |
| Борац Чачак       | Укупно   | 60   | 3    | 4   | 0   | —      | —      | 64     | 3      |
| Јагодина          | 2013/14. | 9    | 1    | 1   | 0   | —      | —      | 10     | 1      |
| Јагодина          | 2014/15. | 24   | 3    | 4   | 0   | 2      | 0      | 30     | 3      |
| Јагодина          | 2015/16. | 17   | 2    | 2   | 0   | —      | —      | 19     | 2      |
| Јагодина          | Укупно   | 50   | 6    | 7   | 0   | 2      | 0      | 59     | 6      |
| Радник Бијељина   | 2016/17. | 16   | 3    | 3   | 1   | 2      | 0      | 21     | 3      |
| Радник Бијељина   | 2017/18. | 17   | 1    | —   | —   | —      | —      | 17     | 1      |
| Радник Бијељина   | 2018/19. | 14   | 3    | —   | —   | —      | —      | 14     | 3      |
| Радник Бијељина   | Укупно   | 47   | 7    | 3   | 1   | 2      | 0      | 52     | 8      |
| Каријера          | Каријера | 247  | 20   | 14  | 1   | 4      | 0      | 265    | 21     |

- Ажурирано 25. јануара 2019. године.[2][17]